# Haworthia venosa
Haworthia venosa là một loài thực vật có hoa trong họ Măng tây. Loài này được (Lam.) Haw. mô tả khoa học đầu tiên năm 1821.

## Hình ảnh

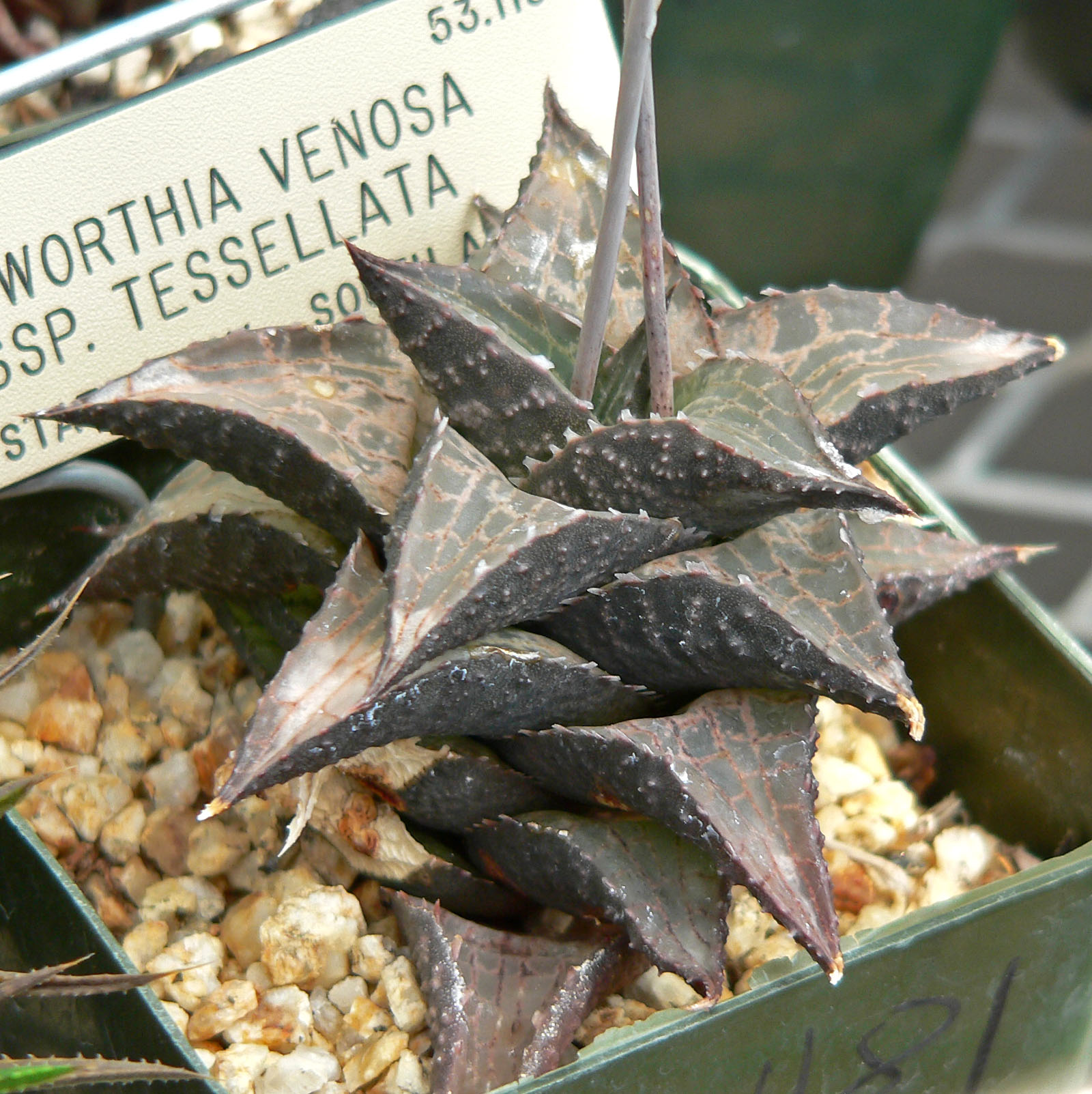
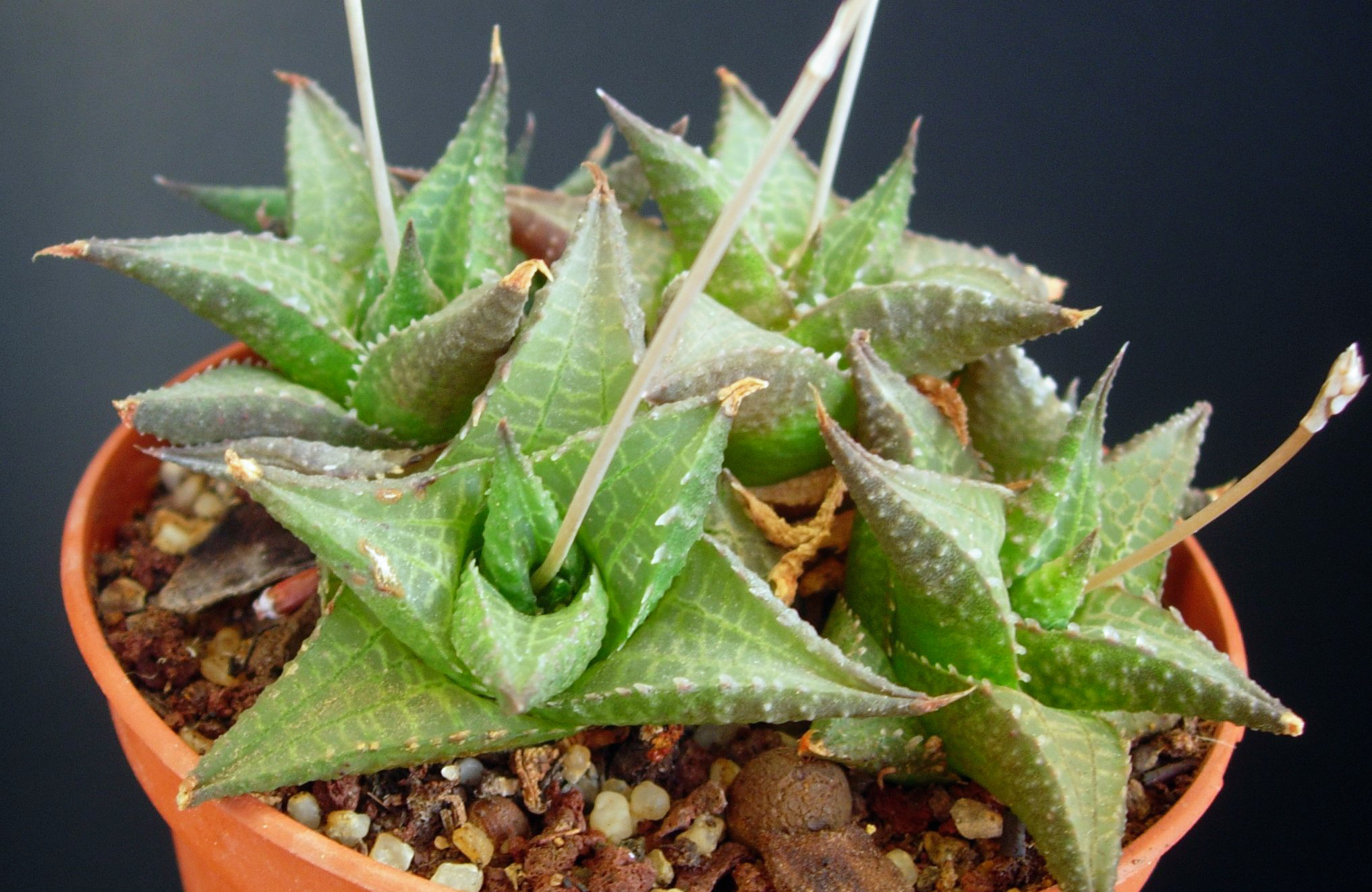